# Philippe Forget
Philippe Forget (11 de mayo de 1953) es un germanista, filósofo y traductólogo francés.

## Biografía
Después de estudios de germanística, de lingüística y de filosofía en las universidades de Nancy y de Bonn, Forget aprobó la oposición de estado de profesor de alemán en 1975. También fue nombrado profesor de clases preparatorias (equivalente a nuestro bachillerato superior), al principio en el instituto Henri Poincaré de Nancy. Recorrerá la totalidad de su carrera enseñando según este sistema, todo ello llevando paralelamente trabajos de investigación que conjugan principalmente textualidad literaria y traducción.
De 1975 a 1980, a petición de Fritz Paepcke, dirige un seminario de traducción en el marco de la Universidad de Verano de Heidelberg  (RFA, República Federal de Alemania).
En 1979 es convocado al instituto Louis-le-Grand (Luis el Grande), donde enseñará Letras y Primera Superiores (Hypokhâgne/Khâgne) hasta 2001, enseñanza interruumpida en 1991, año durante el cual es «profesor invitado» en la Universidad Estatal G. Washington de Seattle (Estados-Unidos).
En relación con su actividad de enseñanza existen varios testimonios de Bruno Le Maire, diputado de la circunscripción del Eure, antiguo Secretario de Estado, antiguo Ministro de Agricultura, después Ministro de Economía (gobierno Philippe I) y Ministro de Economía y Finanzas (gobierno Philippe II), que fue estudiante suyo en el Louis-le Grand. En el Challenge de entrada declara: «Mi iniciación a la literatura alemana comenzó cuando entré en hypokhâgne, a los 18 años, para preparar la Normal superior […] Habiendo cursado alemán como primera lengua, la dominaba bien, y conocía igualmente bien el país, donde había hecho varias estancia lingüísticas. Pero no descubrí verdaderamente la literatura sino que gracias a mi profesor de alemán en hypokhâgne, Philippe Forget. Eso fue una revelación». (27 de abril de 2014). Después, invitado por Paris-Normandie a decir qué personalidad habría tenido una importancia mayor para él, testimonia: «El profesor que cambió mi vida fue un profesor de alemán mientras que preparaba la Escuela Normal Superior.  Siempre me ha gustado esta lengua, pero este hombre, Philippe Forget, era un fan de la literatura alemana, y él me la hizo descubrir y me hizo amarla. Yo tenía 18 años, estaba en Hypkhâgne en el Luis-Le-Grand» (30.05.2014). En fin, podemos referirnos ahora a lo que el político dijo sobre esto en la biografía que Olivier Biscaye le dedicó en 2015: «En alemán él es ‘feliz’ […] En sus clases, Forget quiere hacer llegar específicamente la idea de que trabajar sobre los textos de literatura no es un castigo sino un placer, un juego, una especie de fiesta del lenguaje. Sin ceder nada en rigor de análisis. Para Bruno esto es una ‘revelación’ […] Philippe Forget será su guía cultural e intelectual», o esto: «Bruno Le Maire rinde homenaje a sus profesores. ‘He tenido profesores que me han hecho descubrirme a mí mismo’. Se acuerda especialmente de su profesor de alemán, Philippe Forget. Le debe a él, y solo a él, su relación con la lengua y la cultura alemanas.’ (Marie-Laure Delorme: Los buenos alumnos. La Escuela Normal Superior vista desde el interior, Stock, París, 2015).
En 1984, formó parte del grupo de miembros fundadores de la Gesellschaft für Interkulturelle Germanistik (Sociedad de Estudios Alemanes Interculturales), de la que se retira al final de los años 1990, ya que la Sociedad no correspondía según él a sus objetivos declarados y continuaba promoviendo una visión germanocéntrica de esta disciplina.
También ha enseñado en la Escuela Normal Superior, en París III-Dauphine (ESIT, Escuela Superior de Intérpretes y Traductores), París IV-Sorbona y en la ESIT (Escuela Superior de Intérpretes y Traductores) y ha dirigido de 1993 a 1998 la colección ‘Lengua y civilización germánicas’. (Masson, después A. Colin) que cuenta con una quincena de obras.
Sus trabajos han sido principalmente publicados en francés y en alemán, pero también algunos en inglés, japonés, español, húngaro y serbo-croata, algunos de los cuales permanecen inéditos en francés.

## Rutas de investigación
En 1981 organiza en el Instituto Goethe de París el primer encuentro de filosofía alemana entre Hans-Georg Gádamer y Jacques Derrida, con dos direcciones de pensamiento hermenéutica adversus deconstrucción –poco compatibles pero cuya puesta en contacto será el motor filosófico de una parte de sus trabajos ulteriores, que se giran en torno a tres ejes:
1. La interpretación de textos, en particular literarios,
2. la traducción y la traductología,
3. la historiografía literaria.

A partir del encuentro de 1981, dirige bajo el título Text und Interpretation la publicación de un libro que retoma la disputa entre Gádamer y Derrida, adjuntándole las contribuciones llevadas a cabo por la mayor parte de los otros participantes en este encuentro: Jean Greisch, Françoise Laruelle, Manfred Frank y él mismo.
En este mismo contexto publica en Le Monde de los domingos las entrevistas con Gádamer y Manfred Frank, y dos estudios (inéditos en francés) consagrados a la polémica lanzada por Habermas contra Derrida, así como una larga presentación de Derrida en alemán.
Sus trabajos en literatura son esencialmente reinterpretaciones de grandes textos clásicos, en particular de las novelas de Goethe y de textos de otros románticos (E.T.A.  Hoffmann, Heinrich von Kleist, Joseph von Eichendorff), dominio en el que ha redactado el conjunto de entradas o reseñas del Diccionario del romanticismo dirigido por Alain Vaillant. En relación con periodos más recientes también ha publicado estudios sobre Rainer Maria Rilke, Arthur Schnitzler, Marie Luise Kaschnitz, Max Frisch, Friedrich Dürrenmatt y Paul Nizon así como, en otro dominio, sobre el psiquiatra fenomenólogo Hubertus Tellenbach.
Ha llevado a cabo paralelamente una reflexión más teórica que termina en 2013 con la publicación de un artículo en el cual presenta el concepto de textonomía, en el cual él se explica más sobre su relación con Gádamer y Derrida. Allí él distingue cuatro tipos de lecturas: la no-lectura, la anti-lectura, lectura y la ‘lextura’,  y esta última se supone que es la más terminada, porque casándose con o dinamizando la ley del texto (que contribuye también a hacer emerger, porque esta última no se presenta jamás por mí misma), sin privilegiar ninguna aproximación ni rechazarla a priori. Este modelo va entonces hasta integrar la noción desprestigiada de la intención del autor (el querer decir), pero solamente en tanto que «suplemento de lectura», concepto que debemos comprender en los dos sentidos del término ‘suplemento’ en francés (tal y como lo construye Derrida en De la gramatología, 1967).
Sus investigaciones traductológicas se apoyan fuertemente en la reflexión textual y filosófica con la puesta en práctica de una teoría de la traducción (literaría), lo que le confiere una posición a parte en el campo de la traductología.
Primero formado en Heidelberg en los seminarios de Fritz Paepcke, que le hizo conocer a Hans-Georg Gádamer, comienza a abordar el asunto de la traductología desde este ángulo de visión, actualizando en particular los conceptos de juego y de intuición, para abordar, a partir de la mitad de los años ochenta, la literariedad según una aproximación menos sumisa a la autoridad del contenido de lo que lo es la hermenéutica alemana.
En 1994 aparecen a la vez su traducción de la gran novela de juventud de Goethe, bajo el título de Las pasiones del joven Werther (y no ya Los sufrimientos del joven Goethe) y su obra de traductología Hace falta traducir bien. Avance y pasos atrás en de la traducción. Enteramente redactada en forma de diálogo – ‘estilo o modo de exposición’ que haya su justificación en exergo de una cita de Adorno – este texto presenta una lectura de las principales tendencias de la traductología mostrándose tanto exigente con el lector, prohibiendo toda recepción meramente pasiva ya que se dirige a «lectores» y no a «consumidores». El autor se explica ahí de forma crítica con la hermenéutica gadameriana, pero también con las tesis del ESIT, con la Skopostheorie alemana y a través de ella con todos las aproximaciones que privilegian al lector objetivo, actitud que pone el texto en posición de respuesta y favorece según él envejecimiento prematuro de la mayor parte de las traducciones, presentada la doxa como una ley natural. Además el estilo de exposición, los capítulos que trabajan la traducción a partir de nociones tales como la «promesa», el «testimonio» o aun la «herencia», manifiestan más específicamente la huella de Derrida.
Siguiendo sus retraducciones de grandes textos (Hoffmann, Schnitzler, Eichendorff), el autor parece concentrarse después en las razones que conducen a la revaluación tanto en el discurso traductológico, con el fin de proponer vías de salida, por ejemplo en textos como en «La recepción imposible», «Traducción: la huella de la sirvienta»,  y recientemente «Salir de los clichés, pensar la traducción», en los cuales él vuelve a trabajar o recusa la pertinencia de nociones tan burdamente presentadas en el discurso traductológico como «lo imposible», el «traidor», el «falsificador» o la «fidelidad».
En vista de otras dos vertientes de su investigación, sus trabajos de historia literarios parecen más periféricos. Retendremos, sin embargo, otro texto de naturaleza más bien programática inédito en francés («Literatur-Literaturgeschichte-Literaturgeschichtschreinbung», 1986) con sus dos volúmenes publicados en una Nueva historia de la literatura alemana, de inspiración foucaldiana, ya que la idea de salida es la de un «sistema de campos prescritos» que determina la cuestión siguiente: «¿qué será necesario para que se pueda construir este objeto que yo describo tal y como yo creo deber describirlo y que yo habría considerado de otro modo si las condiciones hubieran sido otras?» El objetivo más señalado es el de reconciliar el rigor de la lectura con la práctica de la historia literaria.
Es finalmente a este dominio al que se aproxima más su libro, bastante inatendido, sobre Alfred Leroux (PULIM 2017), «biografía muy documentada» en la cual la masa de hechos y de escritos es cribada mediante una lectura que restituye la vida discreta pero comprometida del archivista e historiador protestante. Forget pone fuertemente al día y analiza un texto anónimo en el cual Leroux provoca directamente a Charles Maurrais (op. cit. Cap. «Respuesta a Carlos Maurras, ‘rey’ de la Acción francesa», páginas 285-297)
En fin, Forget fija también su mirada de lector en los asuntos sociopolíticos de actualidad, en tanto que testimonian estudios como «El detalle que mata: Le Pen y los medios», «De 1989 a 2004: profundizar en el principio de laicidad» o incluso «La sepultura administrada».

## Obras
- Textverstehen und Übersetzen/Ouvertures sur la traduction. Julius Groos Verlag, Heidelberg 1981 (con Fritz Paepcke).
- Übersetzen als Praxis/Pratiques de la traduction. Julius Groos Verlag, Heidelberg 1982 (librito de acompañamiento, con Fritz Paepcke).
- Text und Interpretation (Hrsg.). Con Jacques Derrida, Manfred Frank (en), Hans-Georg Gadamer, Jean Greisch et François Laruelle, UTB 1257, W. Fink, München 1984.
- Arthur Schnitzler: La Nouvelle rêvée [«Traumnovelle»], Le Livre de Poche, Colección bilingüe, traducción nueva con introducción y notas, París 1991 (nueva edición : Biblio, le Livre de Poche, 2002).
- Vocabulaire de Base allemand-français (édition modificada), Hachette, Colección ‘Faire le Point’, París 1993.
- Il faut bien traduire. Marches et démarches de la traduction, Masson, Coleccion ‘Langue et Civilisation germaniques’, París 1994.
- Johann Wolfgang von Goethe: Les Passions du jeune Werther [«Die Leiden des jungen Werthers»]. Nueva traducción con introducción y notas, Imprimerie Nationale, Colección ‘La Salamandre’, París 1994.
- Nouvelle histoire de la littérature allemande :
  - Tomo 1: Baroque et Aufklärung, Colección U, Armand Colin, París 1998.
  - Tomo 2 : Sturm und Drang, Premier Romantisme, Colección U, Armand Colin, París 1998.
- Ernst Theodor Amadeus Hoffmann: Tableaux nocturnes [«Nachtstücke»] ** Volumen 1. Traducción nueva, introducción y notas, Imprimerie Nationale, Colección ‘La Salamandre’, París 1999 (edición seleccionada para la agrégation de letras modernas, sesiones de 2000 y 2001).
  - Volumen 2. Traducción nueva, introducción y notas, Imprimerie Nationale, Colección ‘La Salamandre’, París 2002.
- E. T. A. Hoffmann : Le Marchand de sable [«Der Sandmann»], Folio bilingüe, Gallimard 2005 (pref. Dorian Astor).
- Nouvelle histoire de la littérature allemande :
  - Tomo 1: Baroque et Aufklärung, Colección U, Armand Colin, Paris 1998
  - Tomo 2 : Sturm und Drang, Premier Romantisme, Colección U, Armand Colin, París 1998.
- Relire Max Frisch. Les chemins de l’identité (dir. con Régine Battiston), Le Temps, París, 2001.
- Conjunto de artículos y noticias referidas al romanticismo alemán en Alain Vaillant (dir.), * Dictionnaire du romantisme, CNRS-Éditions, París 2012.
- Joseph von Eichendorff : De la vie d’un vaurien [«Aus dem Leben eines Taugenichts»]. Nueva traducción, introducción y notas (Éditions des Belles Lettres, París 2013).
- Alfred Leroux (1855-1921) Archiviste et historien protestant, PULIM (Presses Universitaires de Limoges), Limoges 2017, 375 páginas.

Joseph Roth, l’exil à Paris (en colaboración con Stéphane Pesnel), PURH (Presses Universitaires de Rouen et du Havre), 2017, 374 pág.